# Jacob Adornes
Jacob Adornes (Brugge ca. 1395 - 1465) was een Brugse burgemeester en handelaar, die behoorde tot de Familie Adornes.

## Familie
Jacob was een zoon uit het tweede huwelijk van Pieter I Adornes met Margaretha van de Walle en een broer van Pieter II Adornes. Hij trouwde met Anna Masins. Het huwelijk bleef kinderloos.

## Stadsbestuur
Jacob Adornes werd actief in het Brugse stadsbestuur en, alternerend met zijn broer Pieter, vervulde hij verschillende functies:
- hoofdman van het Carmerssestendeel in 1424-25, 1426-27, 1436-37, 1442-43 en 1453-54
- raadslid in 1430-31, 1433-34, 1445-46
- schepen in 1454-55, 1443-44, 1456-57
- burgemeester van de raad in 1438-39

In 1450-52 werd hij samen met drie andere vooraanstaande Bruggelingen aangesteld voor het beheer en de sanering van de gemeentelijke financies.

## Oproer
In 1436-1438 brak een hevige opstand los van de Brugse ambachten tegen Filips de Goede. Jacob Adornes was toen hoofdman van het Carmerssestendeel en deed een bemiddelingspoging tussen de hertog en de opstandelingen. Toen dit vergeefs bleek, koos hij de zijde van de hertog. Het werd toen voor hem gevaarlijk en op 2 april 1437 ontsnapte hij aan een moordpoging. Toen op 16 april 1437 een harde volksopstand uitbrak, vluchtte hij de stad uit.
Kort daarop werd de orde hersteld en het hertogelijk gezag nam weer de bovenhand. Net als andere getrouwen van Filips de Goede werd hij in verantwoordelijke functies geplaatst, meer bepaald als burgemeester van de raad (belast met de ordehandhaving) en vervolgens als eerste schepen. Nadien ook nog als beheerder van de stadsfinancies.

## Handelaar
Jacob Adornes was betrokken bij de internationale aluinhandel. Deze onmisbare grondstof werd aangewend voor het licht- en waterbestendig maken van de kleuren bij de lakenproductie. Het werd ook gebruikt in de glasindustrie en de leerlooierij. Het werd ingevoerd uit het Middellandse zeegebied, meestal door Genuezen.

## Voorname fuuncties
Jacob Adornes speelde een belangrijke rol in het Brugse sociale leven van zijn tijd. Zo was hij:
- Voogd van het Sint Juliaangasthuis (1439 tot 1464)
- Hoofdman van de handbooggilde van Sint-Sebastiaan (1454 tot 1465)
- Lid van de Broederschap van Onze-Lieve-Vrouwe van den drogen boom
- Lid van het Gezelschap van de Witte Beer, met deelname aan de steekspelen van 1423 tot 1447